# Orkiestra Drill
Orkiestra Drill – amerykański film niemy z 1894 roku w reżyserii William K.L. Dickson i William Heise